# Michael Speth
Michael Speth (* 21. März 1951; † 17. Mai 2016) war ein deutscher Gärtner und Ruderer.

## Werdegang
Speth war als junger Mann aktiver Rudersportler. Größter sportlicher Erfolg war der Gewinn der Bronzemedaille im Leichtgewichts-Achter bei den Ruder-Weltmeisterschaften 1974 in Luzern.
Neben seiner sportlichen Laufbahn schloss er eine Ausbildung zum Gärtner mit der Meisterprüfung ab und war dabei Prüfungsbester der Region. Anfang der 1980er Jahre übernahm er den Gärtnereibetrieb seiner Eltern in Regensburg. Für die berufsständischen Interessen setzte er sich zunächst als Ansprechpartner für das staatliche Berufsschulzentrum Regensburger Land ein. 2003 übernahm er im Bayerischen Gärtnerei-Verband (BGV) den Vorsitz im Ausschuss für Recht und Steuern. Von 2006 bis 2012 war er Vizepräsident des BGV.
Michael Speth starb nach langer schwerer Krankheit am 17. Mai 2016 in Regensburg. Zu seiner Erinnerung wurde in der Leukämiehilfe Ostbayern ein Apfelbaum als Symbol für das Weiterleben gepflanzt.

## Ehrungen
- 2013: Verdienstkreuz am Bande der Bundesrepublik Deutschland[5]
- 2009: Goldene Ehrennadel des Zentralverbandes Gartenbau[6]